# 16. ročník udílení Critics' Choice Movie Awards
16. ročník udílení Critics' Choice Movie Awards se konal 14. ledna 2011 v Hollywood Palladium. Ceremoniál vysílala stanice VH1.

## Vítězové a nominovaní
Nominace byly oznámeny 13. prosince 2010.
| Nejlepší film | Nejlepší režisér | Nejlepší herec |
| --- | --- | --- |
| - The Social Network - 127 hodin - Černá labuť - Fighter - Počátek - Králova řeč - Město - Příběh hraček 3 - Opravdová kuráž - Do morku kosti | - David Fincher – The Social Network - Darren Aronofsky – Černá labuť - Danny Boyle – 127 hodin - Joel Coen a Ethan Coen – Opravdová kuráž - Tom Hooper – Králova řeč - Christopher Nolan – Počátek | - Colin Firth – Králova řeč - Jeff Bridges – Opravdová kuráž - Robert Duvall – Snížit se - Jesse Eisenberg – The Social Network - James Franco – 127 hodin - Ryan Gosling – Blue Valentine |
| Nejlepší herečka | Nejlepší herec ve vedlejší roli | Nejlepší herečka ve vedlejší roli |
| - Natalie Portmanová – Černá labuť - Annette Beningová – Děcka jsou v pohodě - Nicole Kidmanová – Králičí nora - Jennifer Lawrenceová – Do morku kosti - Noomi Rapace – Muži, kteří nenávidí ženy - Michelle Williamsová – Blue Valentine                                                                        | - Christian Bale – Fighter - Andrew Garfield – The Social Network - Jeremy Renner – Město - Sam Rockwell – Odsouzení - Mark Ruffalo – Děcka jsou v pohodě - Geoffrey Rush – Králova řeč | - Melissa Leo – Fighter - Amy Adamsová – Fighter - Helena Bonham Carterová – Králova řeč - Mila Kunis – Černá labuť - Hailee Steinfeld – Opravdová kuráž - Jacki Weaver – Království zvěrstev |
| Nejlepší mladý herec/herečka | Nejlepší filmové obsazení | Nejlepší původní scénář |
| - Hailee Steinfeld – Opravdová kuráž - Elle Fanningová – Odněkud někam - Jennifer Lawrenceová – Do morku kosti - Chloë Moretzová – Ať vejde ten pravý - Chloë Moretzová – Kick-Ass - Kodi Smit-McPhee – Ať vyjde ten pravý                                                                                       | - Fighter - Děcka jsou v pohodě - Králova řeč - The Social Network - Město | - David Seidler – Králova řeč - Mike Leigh – Další rok - Mark Heyman, Andres Heinz, John McLaughlin – Černá labuť - Scott Silver, Paul Tamasy, Eric Johnson (příběh Keith Dorrington, Paul Tamasy, Eric Johnson) – Fighter - Christopher Nolan – Počátek - Lisa Cholodenko a Stuart Blumberg – Děcka jsou v pohodě |
| Nejlepší adaptovaný scénář | Nejlepší animovaný film | Nejlepší akční film |
| - Aaron Sorkin – The Social Network - Simon Beaufoy a Danny Boyle – 127 hodin - Ben Affleck, Peter Craig a Aaron Stockard – Město - Michael Arndt (příběh: John Lasseter, Andrew Stanton a Lee Unkrich) – Příběh hraček 3 - Joel a Ethan Coen – Opravdová kuráž - Debra Granik a Anne Rosellini – Do morku kosti | - Příběh hraček 3 - Já, padouch - Jak vycvičit draka - Iluzionista - Na vlásku | - Počátek - Kick-Ass - Red - Město - Nezastavitelný |
| Nejlepší filmová komedie | Nejlepší film natočený pro televizy | Nejlepší zvuk |
| - Panna nebo orel - Cyrus - Noční rande - Dostaň ho tam - I Love You Phillip Morris - Benga v záloze | - The Pacific - Temple Grandinová - Doktor Smrt | - Počátek - 127 hodin - Černá labuť - The Social Network - Příběh hraček 3 |
| Nejlepší dokument | Nejlepší cizojazyčný film | Nejlepší filmová architektura |
| - Čekání na Supermana - Banksy: Exit Through the Gift Shop - Finanční krize - Restrepo - Joan Rivers: A Piece of Work - The Tillman Story | - Muži, kteří nenávidí ženy - Biutiful - Mé jméno je láska | - Guy Hendrix Dyas – Počátek - Stefan Dechant – Alenka v říši divů - Therese DePrez a Tora Peteron – Černá labuť - Netty Chapman – Králova řeč - Jess Gonchor a Nancy Haigh – Opravdová kuráž |
| Nejlepší návrh kostýmů | Nejlepší masky | Nejlepší vizuální efekty |
| - Colleen Atwood – Alenka v říši divů - Amy Wescott – Černá labuť - Jenny Beavan – Králova řeč - Mary Zophres – Opravdová kuráž | - Alenka v říši divů - Černá labuť - Harry Potter a Relikvie smrti – část 1 - Opravdová kuráž | - Počátek - Alenka v říši divů - Harry Potter a Relikvie smrti – část 1 - Tron: Legacy 3D |
| Nejlepší skladatel | Nejlepší písnička | Nejlepší kamera |
| - Trent Reznor a Atticus Ross – The Social Network - Clint Mansell – Černá labuť - Hans Zimmer – Počátek - Alexandre Desplat – Králova řeč - Carter Burwell – Opravdová kuráž | - „If I Rise“ – Dido, A. R. Rahman (text: Dido, Rollo Armstrong – 127 hodin - „I See the Light“ – Mandy Mooreová a Zachary Levi (text: Alan Menken, Glenn Slater) – Na vlásku - „Shine“ – John Legend – Čekání na Supermana - „We Belong Together“ – Randy Newman – Příběh hraček 3 - „You Haven't Seen the Last of Me“ – Cher (text: Diane Warren) – Variaté | - Wally Pfister – Počátek - Anthony Dod Mantle – 127 hodin - Matthew Libatique – Černá labuť - Danny Cohen – Králova řeč - Roger Deakins – Opravdová kuráž |
| Nejlepší střih | | |
| - Lee Smith – Počátek - Jon Harris – 127 hodin - Andrew Weisblum – Černá labuť - Kirk Baxter a Angus Wall – The Social Network | | |